# Aluata bru
L'aluata bru (Alouatta guariba) és una espècie d'aluata que viu als boscos del sud-est del Brasil i l'extrem nord-oriental de l'Argentina (Misiones). Viu en grups de 2-11 individus. La seva coloració pot variar molt. Alguns individus són de color taronja vermellós o negre.